# Diego de Pareja y Velarde

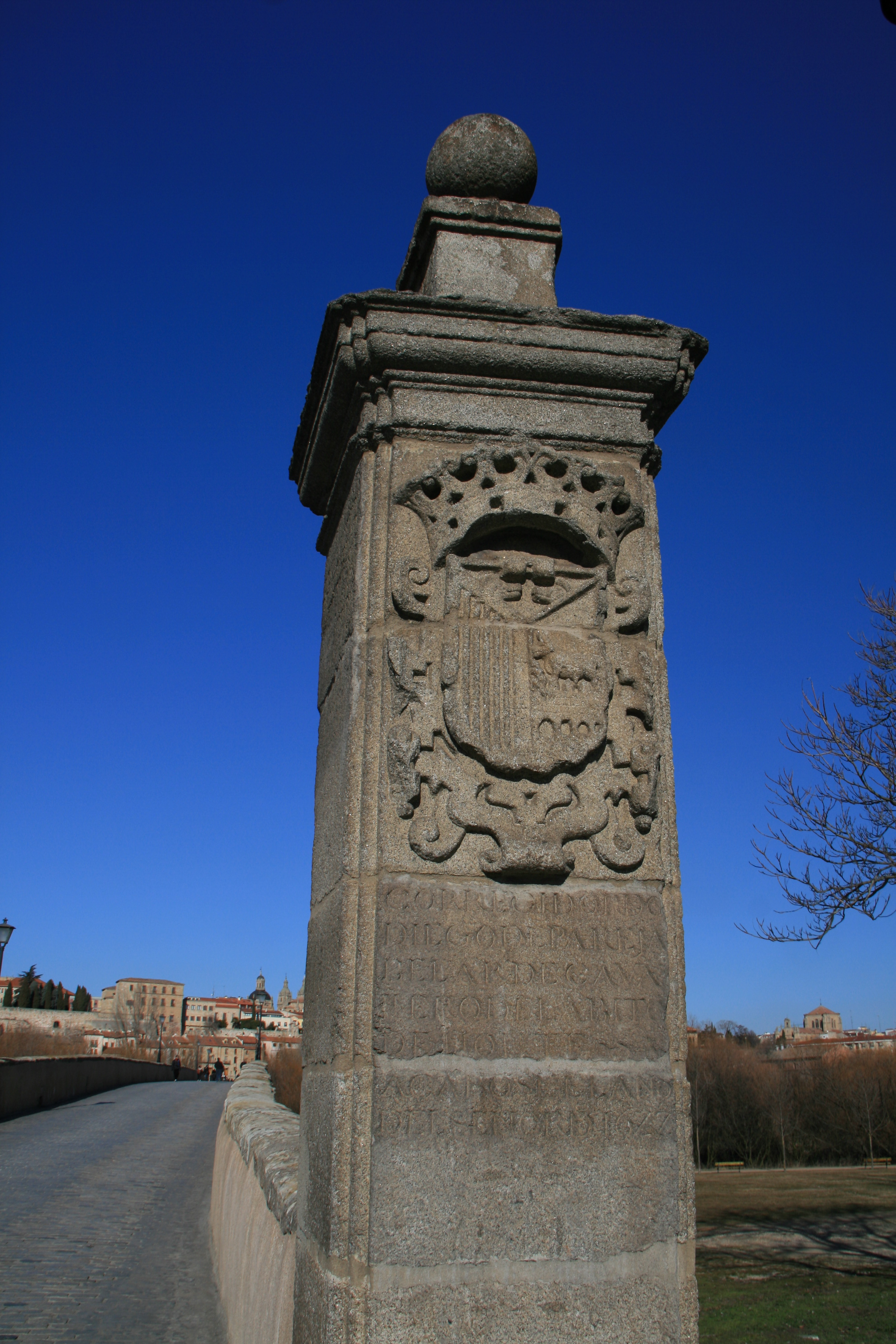
Inscripción dedicatoria a Pareja y Velarde en el puente romano de Salamanca:"CORREGIDOR DON
DIEGO DE PAREIA
BELARDE CAVA
LLERO DEL ABITO
DE MONTESSA
ACABOSE EL AÑO
DEL SEÑOR DE 1622"

Diego de Pareja y Velarde fue corregidor en la ciudad de Salamanca a comienzos del siglo XVII. 

## Biografía
Fue hijo de García de Pareja e Illanes, caballero de la orden de Montesa.Por parte de su padre fue miembro de una familia oriunda de Uclés. Tuvo otro hermano, García, que sería favorito de Francisco de Sandoval, valido de Felipe III en 1616.
Es caballero de la Orden de Montesa, ingresando en el año 1605. 
Sus actividades más relevantes como corregidor de la ciudad salmantina se centraron en la reparación del puente romano de Salamanca durante el reinado de Felipe IV (Según consta en las letras talladas en uno de los dos pilones de acceso al puente).